# دانا بيرغستروم
دانا بيرغستروم (بالإنجليزية: Dana Bergstrom)‏ هي عالمة بيئة أسترالية، ولدت في 1962.

## وصلات خارجية
- الموقع الرسمي